# Poesigeneratorn
Poesigeneratorn är ett interaktivt snurrbart diktverk som genererar 4,25 miljarder diktverser, bestående av 16 snurrbara kuber med text på dessas 64 sidor. Skaparen av Poesigeneratorn är Anna Svensson: "Jag hade en vision om ett oändligt diktverk. Det tar 130 år att ta fram alla diktverser, om man snurrar fram en i sekunden, och på så sätt kan man säga att jag förverkligade min vision."
Poesigeneratorn finns som offentliga utsmyckningar på olika ställen i södra Sverige, i olika storlekar, olika material och med olika texter. Poesigeneratorer kan hittas bland annat i Grodparken i Sölvesborg, på Malmö Högskola, på Drottning Silvias barn- och ungdomssjukhus i Göteborg och Lysekilsgymnasiet.